# Војко
Војко је словенско мушко име у Србији настало од имена Војимир, а у Словенији и од тог и од других имена која почињу са „вој“: Војислав, Војдраг, Војтех. 

## Популарност
У Словенији је ово име 2007. било на 107. месту по популарности.